# Okrug Kosovska Mitrovica
| Косовско-Митровачки округ Kosovsko-Mitrovački Okrug | Косовско-Митровачки округ Kosovsko-Mitrovački Okrug |
| --------------------------------------------------- | --------------------------------------------------- |
| Staat:                                              | Serbien                                             |
| Fläche:                                             | 2.050 km²                                           |
| Hauptstadt:                                         | Kosovska Mitrovica/Mitrovica                        |

Der Okrug Kosovska Mitrovica (serbisch Косовско-Митровачки округ Kosovsko-Mitrovački okrug) ist nach serbischer Auffassung ein Verwaltungsbezirk und liegt im nördlichen Teil der Provinz Kosovo und Metochien.
Am 17. Februar 2008 hat das Parlament des Kosovo die Unabhängigkeit erklärt. Seitdem ist der Status international umstritten und die serbische Bezirkseinteilung nur noch theoretisch existent.
Im Gegensatz zu anderen, südlicher gelegenen Teilen des Kosovo wird der Bezirk von besonders vielen Serben bewohnt, die in einigen Gemeinden die Bevölkerungsmehrheit stellen.
Das Gebiet besteht aus folgenden Großgemeinden:
- Zubin Potok (albanisch Zubin Potok)
- Leposavić (albanisch Leposaviq)
- Zvečan (albanisch Zveçan)
- Kosovska Mitrovica (albanisch Mitrovica)
- Srbica (albanisch Skënderaj)
- Vučitrn (albanisch Vushtrria)

Der Verwaltungssitz ist die Stadt Kosovska Mitrovica.